# Amsterdam Zuidoost
Amsterdam Zuidoost er en af de 15 bydele (stadsdelen) i byen Amsterdam. Bydelen består af fire beboelsesområder Bijlmermeer, Venserpolder, Gaasperdam og landsbyen Driemond samt et forretningsområde Amstel III/Bullewijk der også inkluderer friluftsområdet "ArenA Boulevard".
Amsterdam Zuidoost har omtrent 86.000 indbyggere i 38. 000 houses. Mere end 130 nationaliteter skaber end multikulturel atmosfære. 30% af indbyggerne er af hollandske oprindelse, 30% fra Surinam, 23% af afrikask oprindelse, 6% fra de Hollandske Antilelr og 2% fra Marokko.
Geografisk er Amsterdam Zuidoost en eksklave for Amsterdam, da området ikke er direkte forbundet med nogle af de andre bydele.